# SmoothWall
SmoothWall  — свободный дистрибутив Linux предназначенный для использования в качестве межсетевого экрана. SmoothWall настраивается посредством веб-интерфейса и не требует больших познаний в администрировании Linux.
SmoothWall — также название одноимённой частной компании, занимающейся разработкой брандмауэров и программного обеспечения фильтрации веб-контента.

## История
SmoothWall появился под названием SmoothWall GPL в виде полностью бесплатной версии в августе 2000 года, а в виде проприетарной версии, продаваемой компанией SmoothWall Ltd начиная с ноября 2001 года. На данный момент существует в виде нескольких бесплатных и платных версий, различающихся ценой и функциональностью.

## SmoothWall Express
SmoothWall Express — первоначально названная SmoothWall GPL свободная версия SmoothWall, разрабатываемая проектом SmoothWall Open Source Project team и членами SmoothWall Ltd.

### SmoothWall GPL
Выпущенный в августе 2000 года SmoothWall GPL был разработан Лоуренсом Мэннингом (англ. Lawrence Manning) и Ричардом Морреллом (англ. Richard Morrell), чтобы обеспечивать быстрое и простое решение по расшариванию ISDN соединения с локальной сетью. Созданный на основе Red Hat Linux, SmoothWall GPL изначально должен был служить для выполнения двух основных функций: управление модемом (дозвон и разъединение) и роутинг TCP/IP пакетов из локальной сети в интернет и обратно. Локальная сеть была скрыта от интернета с помощью NAT, который был реализован с помощью ipchains.
Начиная с версии 0.9 вышедшей в августе 2000, было выпущено ещё несколько версий SmoothWall GPL серии 0.9.x основанных на ядре Linux версии 2.2, заканчивая версией 0.9.9 SE в декабре 2001 года, которая, судя по всему, стала наиболее популярным релизом SmoothWall GPL. Каждый релиз добавлял новые функции и улучшения, включая PAT (перенаправление портов), DMZ, поддержку PSTN и ISDN, широкополосного (ADSL и кабельного) интернета.

## О производителе
Компания зарегистрирована в Великобритании, офисы расположены в Лидсе, Саутгемптоне и Шарлотт (США). 